# Jørgen Aukland
Jørgen Aukland (Tønsberg, 6 agosto 1975) è un fondista norvegese specializzato nelle gare a lunga distanza (granfondo).
È fratello di Anders, a sua volta fondista di alto livello.

## Biografia
In Coppa del Mondo ha debuttato il 7 marzo 2001 a Oslo (54°) e ha ottenuto il primo podio il 25 gennaio 2004 nella Marcialonga, quell'anno inclusa nel calendario di Coppa (3°). Non ha partecipato né a rassegne olimpiche né iridate.
Si dedica principalmente alla Marathon Cup, manifestazione svolta sotto l'egida della FIS che ricomprende gare su lunghissime distanze. In questa specialità ha colto i suoi più importanti successi, aggiudicandosi il trofeo nel 2003 e classificandosi secondo nel 2007.

## Palmarès

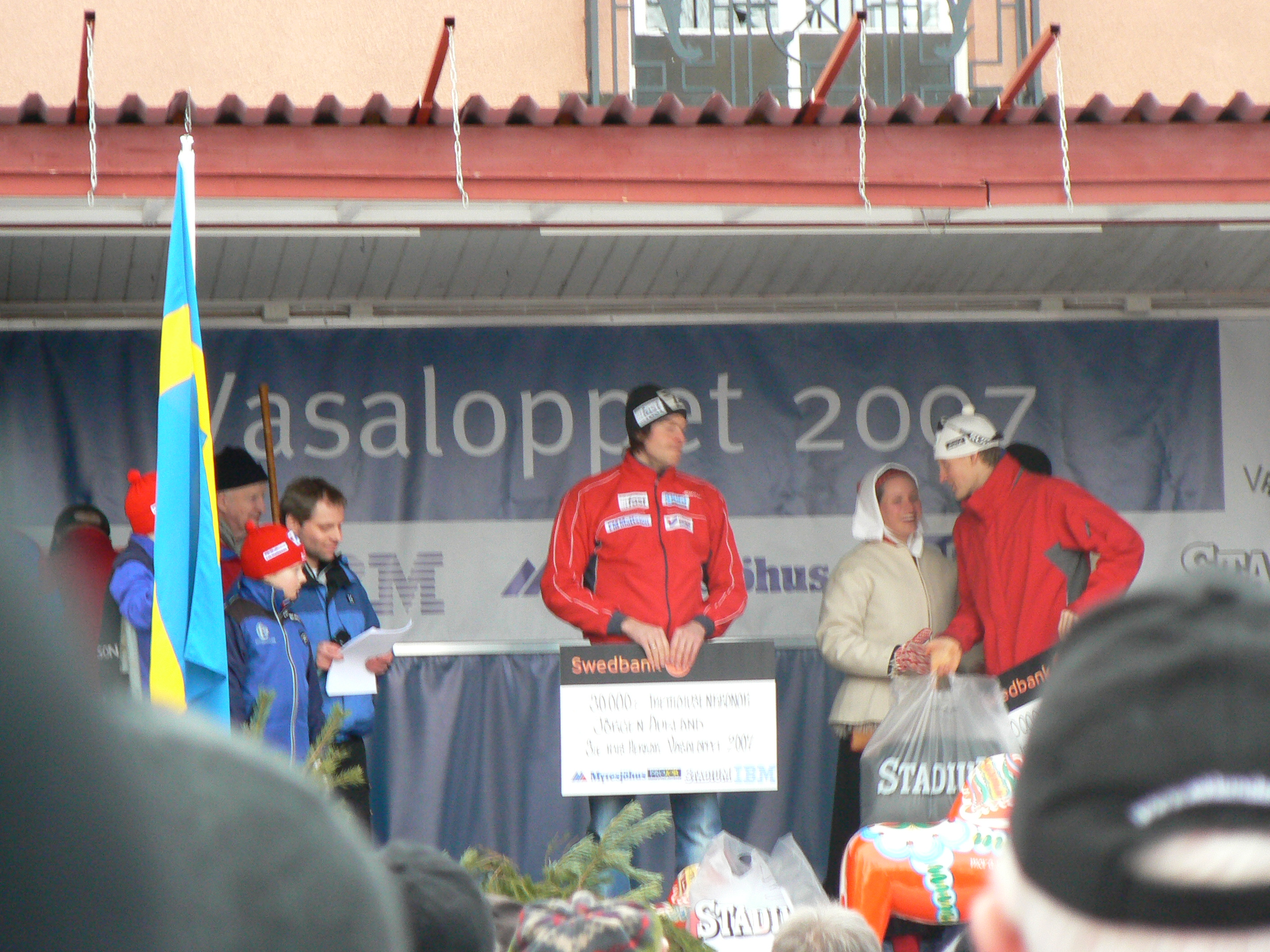
Jørgen Aukland (al centro) mentre riceve il premio per il terzo classificato alla Vasaloppet 2007

### Coppa del Mondo
- Miglior piazzamento in classifica generale: 67º nel 2004
- 1 podio (individuale):
  - 1 terzo posto

### Marathon Cup
- Vincitore della Marathon Cup nel 2003
- 24 podi:
  - 7 vittorie
  - 7 secondi posti
  - 10 terzi posti

#### Marathon Cup - vittorie
| Data            | Gara              | Località      | Nazione  | Spec.       |
| --------------- | ----------------- | ------------- | -------- | ----------- |
| 26 gennaio 2003 | Marcialonga       | Val di Fiemme | Italia   | 70 km TC MS |
| 2 febbraio 2003 | König-Ludwig-Lauf | Oberammergau  | Germania | 55 km TC MS |
| 9 febbraio 2003 | Tartu maraton     | Otepää        | Estonia  | 63 km TC MS |
| 29 gennaio 2006 | Marcialonga       | Val di Fiemme | Italia   | 70 km TC MS |
| 2 marzo 2008    | Vasaloppet        | Mora          | Svezia   | 90 km TC MS |
| 29 gennaio 2012 | Marcialonga       | Val di Fiemme | Italia   | 70 km TC MS |
| 27 gennaio 2013 | Marcialonga       | Val di Fiemme | Italia   | 70 km TC MS |

Legenda:

TC = tecnica classica

MS = partenza in linea